# Прелюдия, фуга и вариация
«Прелюдия, фуга и вариация» (фр. Prélude, Fugue et Variation) Op. 18 No. 3 си минор — произведение Сезара Франка, написанное в 1862 году. Сочинение посвящено Камилю Сен-Сансу.

## История создания
Оригинальная версия пьесы была написана для органа и вошла под третьим номером в публикацию «Шесть органных пьес» (фр. Six pièces pour grand orgue; 1868). Непосредственным толчком к появлению серии органных пьес Франка, написанных на рубеже 1850—1860-х гг., стало его назначение органистом новопостроенной парижской церкви Святой Клотильды, где в 1859 году был сооружён новый большой орган работы Аристида Кавайе-Коля.
В 1873 году была опубликована авторская редакция для фортепиано и фисгармонии (может исполняться на двух фортепиано), которую композитор посвятил своим ученицам, сёстрам Луизе и Женевьеве Делиньер, женатым соответственно на художнике Жюле Лефевре и флейтисте Поле Таффанеле; премьеру этой редакции Франк (на фисгармонии) и Венсан д’Энди (на фортепиано) исполнили в феврале 1874 года (причём Франку пришлось успокаивать публику, разразившуюся аплодисментами уже после прелюдии).

## Состав
1. Prélude
2. (Lento)
3. Fugue
4. Variation

Примерная продолжительность звучания 10 минут.

## Характеристика музыки
Несмотря на трёхчастную структуру (не считая короткой связки между прелюдией и фугой), пьеса Франка играется без перерывов и по существу построена на одной теме, а её финальная часть (Вариация) варьирует начальную (Прелюдию) с использованием того же основного регистра — гобойного. Некоторые специалисты отмечают в сочинении Франка апелляцию к наследию Иоганна Себастьяна Баха. Классическая ясность пьесы сочетается с романтическими устремлениями.

## Записи
Среди органистов, записавших Прелюдию, фугу и вариацию, были, в частности, Андре Изуар и Майкл Мюррей.
Пьеса Франка несколько раз была переложена для фортепиано соло — в частности, Игнацем Фридманом и Гарольдом Бауэром (обе версии в дальнейшем были записаны). Собственное переложение записал Анатолий Ведерников.